# 파라문두스

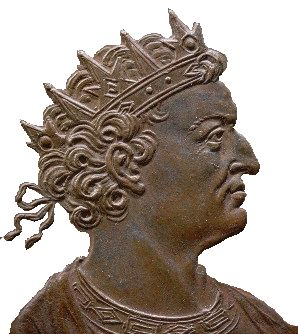
파라몬드

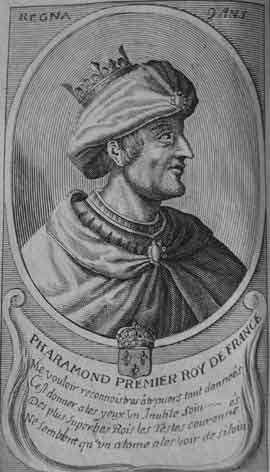
파라몬드

파라몬드(Paramond, Pharamond, Faramond, 370년경 ~ 430년)는 프랑크 족의 초기 군주였다. 살리 프랑크 족의 부족장이었으며 살리 부족과 프랑크 부족의 원류였던 시감브리안 부족을 통합하여 메로빙거 왕조 성립의 기틀을 닦았다. 구체적인 생애는 알려져 있지 않지만, 메로빙거 왕조의 초기 구성원 중 문헌으로 확인이 가능한 초기 인물들 중의 한 사람이기도 하다. 예수 그리스도와 마리아 막달레나의 혈통이라는 전설도 전한다. 파라몬, 파라몽, 파라몬도(Pharamondo), 파라문도(Faramundo) 등으로도 부른다.

## 생애
그의 이름 파라몬드는 각각 "부족"과 "보호"를 의미하는 프랑크어 파라(fara)와 문드(mund)에서 유래한 이름이다. 당대의 고대 게르만어로는 파라몬드(Faramond) 또는 파라문드(Faramund)로 불녔다.
전설적인 살리 프랑크 족의 지도자였다. 파라몬드는 살리 프랑크 족의 왕 말코메르 5세(Marcomer V) 혹은 마르카미루스(Marchamirus)와 프로트문다의 아들이었다. 아버지 쪽으로는 고대 프랑크 족 지도자들과 트로이 전쟁 이후 트로이에서 망명한 헬레노스와 폴리도로스까지 거슬러 올라간다. 일설에는 두 명의 아버지에게서 태어난 메로베크의 자손이라고도 하고, 전설로는 파라몬드는 모계를 통해 예수 그리스도와 마리아 막달레나의 핏줄이라는 설이 알려져 있다. 그의 후손들은 이 전설을 사실로 신봉했고, 후일 성혈과 성배의 소재가 되었다. 서로마 제국의 기록 외에도 727년 프랑크 왕국 시대의 익명의 저자가 작성한 프랑크족의 역사서 Liber Historiae Francorum에는 그의 부계 선조들의 이름과 간단한 행적이 언급되어 있다. 그의 이름 파라몬드라는 뜻은 게르만어로 부족을 보호하다, 국가를 보호한다는 뜻인데, 사학자 앤 롬바드 조던에 의하면 부족을 뜻하는 Fara와 보호를 뜻하는 Mund를 합친 단어라 한다.
출처가 불확실한 전설에 의하면 아더 왕의 전설에 등장하는 인물인 로헨그린, 라이오넬, 갈라하드 등의 선조라는 설도 있다.
살리 족의 지도자로 프랑크족의 지도자 순노(Sunno)의 사후 프랑크 족의 부족장들은 모여서 하나의 강력한 지도자를 선출해야 한다고 했고, 순노의 형제인 마르코미르 등이 물망에 오르기도 했다. 오랫동안 프랑크 족은 각 부족별로 활동해왔다. 파라몬드가 성년이 되어 살리 부족장직을 계승한 뒤, 프랑크 족을 통할하게 되었다. 그는 라인 강을 넘어 로마에서 가까운 곳까지 부족을 이끌고 이주하였으며, 친족인 시감브리안 프랑크 부족의 왕 게네발드의 딸 아르고타와 결혼하여 시감브리안 프랑크 부족의 유산까지 넘겨받아 영토를 확장하여 메로빙거 왕조 성립의 기반을 닦았다. 뒤에 그의 증손자로 추정되는 킬데리쿠스 1세는 로마군 총사령관까지 지내기도 했다.

## 가족관계
- 아버지 : 말코메르 5세(Marcomir V)
- 어머니 : 프로트문다(Frotmund)
- 왕후 : 아르고타(Argotta, 376년경 - ?)
  - 아들 : 클로디오 5세, 캉브레 족의 왕
    - 손자: 클로드발드(Clodebald) 또는 클로드보(Claudbaud)
    - 손자: 메로베우스 1세[2]
    - 손자: 지기메로스(Sigimeros)

  - 아들 : 아달베로(Adalbero)
  - 아들 : 프로트문두스(Frotmundus)
  - 아들 : 프레데문두스(Fredemundus)
  - 아들 : 클로비스(Clovis, 리푸아리안 족의 왕)
- 형 : 말코메르 6세(Marcomir VI, ? - 423년?)
- 장인 : 게네발드(Genebald, 350년? - 419년, 시감브리안 프랑크 공)

## 기타
그의 이름에서 프랑스인 남성 이름 파라몽이라는 이름이 유래하였다. 프랑크 왕국 시절에도 파리의 파라몬드(550~600/610), 마스트리히트의 주교 파라몬드(625~675), 쾰른의 파라몬드 주교(650~716/723) 등이 있었다.

## 같이 보기
- 프랑크 족
- 프랑크 왕국
- 메로빙거 왕조
- 클로디오
- 클로드보
- 메로베치
- 아달베로
- 힐데리히 1세

## 참고 자료
- Liber Historiae Francorum, translated by Bernard S. Bachrach. Coronado Press, 1973.
- Gregory of Tours. Historia Francorum.
- McKitterick, Rosamond. History and Memory in the Carolingian World. 1st Ed. Cambridge: Cambridge University Press, 2004.
- Wood, Ian. The Merovingian Kingdoms. Pearson Education, 1994.